# Bizim Hikaye
Bizim Hikaye é uma telenovela turca produzida pela Med Yapım e exibida pela FOX em 14 de setembro de 2017 a 23 de maio de 2019. O folhetim é escrito por Hatice Meryem, Banu Kiremitçi, Bozkurt, Ebru Hacıoğlu e Verda Pars e conta com a direção de Serdar Gözelekli e Koray Kerimoğlu. A trama é protagonizada por Hazal Kaya e Burak Deniz. A produção é uma adaptação da série de televisão britânica Shameless.

## Sinopse
Filiz foi forçada a cuidar de seus cinco irmãos mais novos desde que sua mãe os deixou. Seu pai, Fikri, é um alcoólatra que de vez em quando causa diversos problemas para a família. Mesmo lutando para sobreviver em um bairro muito pobre de Istambul, os seis irmãos tentam permanecer felizes. Filiz acha que não há espaço para o amor na sua vida até conhecer Barış, um jovem que faz qualquer coisa por ela e sua família, só para conquistar o coração de Filiz. 

## Elenco
| Ator / Atriz        | Personagem           |
| ------------------- | -------------------- |
| Burak Deniz         | Barış/Savaş Aktan    |
| Hazal Kaya          | Filiz Elibol         |
| Reha Özcan          | Fikri Elibol         |
| Yağız Can Konyalı   | Rahmet Elibol        |
| Nejat Uygur         | Hikmet Elibol        |
| Zeynep Selimoğlu    | Kiraz Elibol         |
| Alp Akar            | Fikret Elibol (Fiko) |
| Ömer Sevgi          | İsmet Elibol (İsmo)  |
| Mehmetcan Minciozlu | Cemil Engin          |
| Nesrin Cavadzade    | Tülay Sertkaya       |
| Mehmet Korhan Fırat | Tufan Şahin          |
| Sahra Şaş           | Çiçek                |
| Murat Bölücek       | Cücü                 |
| Hazal Adıyaman      | Derin Çelik          |
| Melisa Döngel       | Deniz Çelik          |

## Exibição no Brasil
No Brasil, o serviço de streaming Globoplay adquiriu os direitos de exibição da produção e deve chegar ao seu catálogo em 2024.